# Hàng không năm 1952
Đây là danh sách các sự kiện hàng không nổi bật xảy ra trong năm 1952:

## Sự kiện

### Tháng 1
- 5 tháng 1 - Pan Am bắt đầu dịch vụ vận chuyển qua Đại Tây Dương.
- 22 tháng 1 - de Havilland Comet trở thành máy bay dân dụng động cơ phản lực đầu tiên có được giấy chứng nhận.

### Tháng 2
- 10 tháng 2 - thiếu tá George A. Davis Jr nhận được Huân chương Danh dự sau khi hy sinh, ông đã tấn công một nhóm gồm 12 chiếc Mikoyan-Gurevich MiG-15. Ông bắn hạ 2 chiếc trước khi bị bắn hạ.

### Tháng 5
- 1 tháng 5 - IATA đồng ý tiền vé của "ghế hạng hai" mới, điều này được chấp nhận bởi hãng Pan Am trên tuyến đường NewYork-London "Rainbow service"
- 2 tháng 5 - BOAC đưa de Havilland DH.108 Comet vào sử dụng trên tuyến đường London-Johannesburg, đây là dịch vụ thường xuyên đầu tiên sử dụng máy bay phản lực dân dụng. G-ALYP thực hiện chuyến bay đầu tiên.
- 12 tháng 5 - Sqn Ldr P. G. Fisher thực hiện chuyến bay không dừng và không tiếp nhiên liệu đầu tiên từ Anh đến Australia trên một chiếc máy bay ném bom English Electric Canberra trong một kỷ lục là 23 giờ 5 phút.
- 29 tháng 5 - tiếp nhiên liệu trên không được sử dụng trong nhiệm vụ không chiến lần đầu tiên, với 12 chiếc F-84 Thunderjet thuộc Phi đội tiêm kích ném bom 159 được tiếp nhiên liệu bởi một chiếc KB-29 Superfortress đang trên đường trở về sau khi tấn công vào Sariwon

### Tháng 6
- 13 tháng 6-16 - MiG-15 Không quân Xô viết bắn hạ một chiếc C-47 Dakota của Không quân Thụy Điển đang thực hiện nhiệm vụ thu thập thông tin tình báo phía trên biển Baltic, và máy bay PBY Catalina đã được gửi đi để tìm kiếm những người còn sống sót.
- 23 tháng 6-24 - cuộc huy động sức mạnh không quân lớn nhất trong chiến tranh Triều Tiên, khi Hải quân Hoa Kỳ và Thủy quân Lục chiến Hoa Kỳ sử dụng máy bay xuất kích 1.200 lần chống lại những phương tiện chiến tranh của Bắc Triều Tiên.

### Tháng 7
- 1 tháng 7 - Không quân Bồ Đào Nha được hình thành khi hợp nhất các nhánh không quân khác nhau của quốc gia.
- 8 tháng 7 - New York Airways bắt đầu dịch vụ trực thăng liên sân bay nối giữa sân bay Idlewild, La Guardia, và Newark.
- 15 tháng 7-31 - hai chiếc Sikorsky H-19 thuộc USAF thực hiện chuyến bay xuyên Đại Tây Dương đầu tiên bằng trực thăng
- 29 tháng 7 - một chiếc RB-45 Tornado của USAF thực hiện chuyến bay không ngừng đầu tiên xuyên qua Thái Bình Dương bằng động cơ phản lực

### Tháng 8
- 9 tháng 8 - trung úy Peter Carmichael thuộc Phi đội số 802 FAA trên tàu sân bay HMS Ocean tuyên bố có chiến thắng đầu tiên của Binh chủng Không quân Hải quân Hoàng gia Anh trước MiG-15, bằng một chiếc Hawker Sea Fury động cơ piston.
- 28 tháng 8 - một chiếc F6F Hellcat mang thuộc nổ mạnh và được điều khiển từ xa như một UAV nhằm tấn công cây cầu đường sắt tại Hungnam

### Tháng 9
- 6 tháng 9 - nguyên mẫu de Havilland DH.110 bị tai nạn tại Triển lãm Hàng không Farnborough, giết chết 28 gồm khán giả và phi công

### Tháng 10
- 26 tháng 10 - một chiếc BOAC Comet bị hư hại nặng trong một tai nạn khi cất cánh từ Roma

### Tháng 12
- 20 tháng 12 - Một chiếc C-124 Globemaster II thuộc Không quân Hoa Kỳ rơi xuống khi đang cất cánh từ Larson AFB tại Moses Lake, WA, Hoa Kỳ, giết chết 87, đây là số người bị chết lớn nhất trong một tại nạn hàng không lớn nhất trong lịch sử đến thời điểm đó.

## Chuyến bay đầu tiên

### Tháng 1
- 3 tháng 1 - Bristol Type 173 G-ALBN
- 21 tháng 1 - Saab 210

### Tháng 4
- 15 tháng 4 - Boeing YB-52 49-231
- 27 tháng 4 - Tupolev "88" nguyên mẫu của Tupolev Tu-16

### Tháng 6
- 19 tháng 6 - Yak-120 nguyên mẫu của Yakovlev Yak-25

### Tháng 7
- 3 tháng 7 - Yak-24 trực thăng trang bị hai động cơ trước sau
- 23 tháng 7 - Fouga Magister

### Tháng 8
- 6 tháng 8 - Boulton Paul P.120
- 16 tháng 8 - Bristol Britannia G-ALBO
- 22 tháng 8 - Saunders-Roe Princess G-ALUN
- 30 tháng 8 - Avro VulcanVX770

### Tháng 9
- 10 tháng 9 - BOMARC tên lửa đất đối không
- 20 tháng 9 - Douglas X-3 Stiletto
- 28 tháng 9 - Dassault Mystère IV
- 30 tháng 9 - GAM-63 RASCAL tên lửa đất đối không

### Tháng 10
- 16 tháng 10 - Sud Aviation Vautour
- 28 tháng 10 - Douglas XA3D-1

### Tháng 11
- 3 tháng 11 - Saab Lansen

### Tháng 12
- 4 tháng 12 - Grumman XS2F-1 Tracker
- 24 tháng 12 - Handley Page Victor WB771

## Bắt đầu hoạt động
Tháng 1
- 13 tháng 1 - Lockheed Neptune trong Không quân Hoàng gia Anh
- 22 tháng 1 - de Havilland DH.108 Comet trong BOAC

Tháng 3
- 13 tháng 3 - Airspeed Ambassador trong BEA

Tháng 6
- 17 tháng 6 - khí cầu ZPN-1 trong Hải quân Hoa Kỳ

Tháng 8
- de Havilland Venom trong Không quân Hoàng gia Anh

## Dừng hoạt động
- Bristol Brabazon của Bristol Aeroplane Company[1]

### Tháng 10
- Stits SA-2A Sky Baby